# Fetialen
Die Fetialen (lateinisch fetiales; Singular fetialis) waren eine Priesterschaft im antiken Rom, die vor allem in früher Zeit (frühe und mittlere Römische Republik) für die völkerrechtlichen Außenbeziehungen Roms und deren Zeremonien verantwortlich waren (ius fetiale). In früher Zeit übten sie auch eine Richtertätigkeit (iudices) in völkerrechtlichen Fragen aus, aber diese Funktion ging im Verlauf der frühen Republik an den Senat verloren. Die Anzahl der in Kooptation ergänzten Priesterschaft betrug 20 Priester. Die Priesterschaft war wahrscheinlich auch Plebejern zugänglich. Die Gründung der Priesterschaft wird in der Überlieferung verschiedenen römischen Königen (Numa Pompilius, Tullus Hostilius oder Ancus Marcius) zugeschrieben. Der rechtsarchäologische Befund und die Überlieferung zu den Insignien bzw. Werkzeugen der fetiales (sagmina und vasa vom Kapitol genommen) legt eine Datierung des überlieferten ius fetiale in das 6. Jahrhundert v. Chr. nahe.
Es scheint, dass sich die gesamte Tätigkeit der fetiales lediglich auf Vertragspartner Roms bezog und der Kern des ius fetiale darin bestand, vertragliche Bindungen Roms gegenüber den Schwurgöttern zu bewahren bzw. zu pflegen und förmlich zu lösen. Die fetiales sollten ungerechte Kriege gegen römische Bundesgenossen verhindern, Genugtuungsgesandtschaften an die Bundesgenossen übernehmen und Kriege bestätigen. Sie entschieden über Klagen der römischen Bundesgenossen gegenüber Rom und übernahmen gegebenenfalls Sühneleistungen bzw. veranlassten sie. Über Verstöße gegen das ius legationum urteilten sie. Die von Rom eingegangenen Bündnisverpflichtungen bewahrten sie.  Über vertragswidrige Handlungen der römischen Feldherren urteilten sie und veranlassten angemessene Sühneleistungen (z. B. deditio noxae).
Sie schlossen Friedensverträge und besondere foedera unter Anwendung eines altertümlichen Eidopfers, bei dem ein Schwein unter Hersagen einer Fluchformel vom pater patratus mit einem silex erschlagen wurde. Daneben waren sie für die bellicae ceremoniae zuständig, mit denen ein Krieg gegenüber römischen Verbündeten förmlich eröffnet wurde. Den Ablauf einer solchen Kriegserklärung schildern Titus Livius und Dionysios von Halikarnassos aus gemeinsamer Quelle ausführlich. Nach mehrmaligen res repetere („Schadenersatz fordern, Genugtuung fordern“) wurde zuletzt der Krieg gegen Vertragspartner vom fetialis erklärt – unter Hersagen bestimmter Formelworte. Nach dem Kriegsbeschluss des Senats und der Volksversammlung (lex de bello indicendo) eröffnete ein fetialis im Beisein von drei erwachsenen Zeugen an der Grenze zum Kriegsgegner die Kriegshandlungen, indem er eine in Blut getränkte Lanze (hasta fetialis) aus Kornellkirschholz über die Grenze zum Feindstaat hinüberwarf – dabei sprach er bestimmte Formelworte. Diese Lanzenwurfzeremonie markierte die förmliche Eröffnung der Kriegshandlungen und war kein Bestandteil der völkerrechtlich erheblichen förmlichen Kriegserklärung. Als im 3. Jahrhundert v. Chr. die Kriegsgegner Roms nicht mehr eine gemeinsame Grenze mit Rom hatten, konnte deshalb die Kriegseröffnungszeremonie des Lanzenwurfes an die bellica columna vor dem Tempel der Bellona im Gebiet des späteren Circus Flaminius nach Rom verlegt werden. Ein gefangener Soldat des Pyrrhos hatte hier ein Stück Land kaufen müssen, das fortan als Feindesland betrachtet wurde.
Im 3. bis 1. Jahrhundert v. Chr. verliert die Tätigkeit der fetiales ihre politische Bedeutsamkeit. Die aktive Teilnahme an Gesandtschaften und ebenso ihre Insignien (sagmina, verbena und vasa) gingen an die säkularen legati über. Die fetiales begegnen nur noch als Gutachter und Zeremonienmeister in außenpolitischen Dingen strittigen Inhalts, wobei die politischen Entscheidungen allerdings vom Senat gefällt werden bzw. ihm überlassen werden. Dennoch behält das ius fetiale seine prägende Wirkung auf die völkerrechtlichen Rechtanschauungen der Römer, was man insbesondere bei der Ausgestaltung der Konzeption des bellum iustum bei Marcus Tullius Cicero, Livius und Dionysios von Halikarnassos beobachten kann. Octavian erneuerte den alten Brauch, indem er im Herbst 32 v. Chr. anlässlich der Kriegseröffnung gegenüber Kleopatra selbst als Fetiale auftrat. Noch Mark Aurel leitete im Jahr 178 als Fetiale die gegen die vertraglich gebundenen Jazygen, Quaden und Roxolanen gerichtete expeditio Germanica secunda ein. Eine letzte Erwähnung der Fetialen findet sich bei Ammianus Marcellinus im späten 4. Jahrhundert.